# Хойерсверда
Хойерсве́рда или Во́йерецы (нем. Hoyerswerda, в.-луж. Wojerecyо файле) — город в Германии, бывший город земельного подчинения, расположен в земле Саксония. Подчинён административному округу Дрезден. Входит в состав района Баутцен. Население составляет 33552 человека (на 31 декабря 2016 года). Занимает площадь 94,76 км². Официальный код — 14 2 64 000.

## История
Впервые упоминается в 1268 году под наименованием «Hoyerswerde». Статус города получен в 1423 году.
До 1950-х годов оставался небольшим городом с населением около 7000. В результате развития добычи угля в регионе и интенсивного строительства крупнопанельного жилья, численность населения возросла до 70000. После воссоединения Германии и изменения структуры промышленности численность населения резко упала.
Исторические немецкие наименования:
- Hoyerswerde, 1268
- Hogerswerde, 1272
- Hoierswerte, 1293
- Hoierswerd, Hogerswerd, 1399
- Hougirswirde, 1401
- Hoversswerde, 1431
- Hewerswerde, 1475
- Heyerswerde, 1513
- Hoierschwerda, 1577
- Hayerschwerda, 1635
- Hoyerswerda, 1658

## Районы
Собственно Хойерсверда состоит из Старого города и Нового города, которые разделяет река Шварце-Эльстер (серболужицкое наименование — Чорны-Гальштров). Старый город состоит из исторических районов: Старый город на берегу реки, Злокоморовске-Пшедместо на западе, Грос-Нейда (Вулька-Ныдей или Ныдей) на юге за железной дорогой
В городские границы входят следующие сельские населённые пункты:
- район Брётен-Михалкен (Бретня-Михалки) — состоит из двух сельских населённых пунктов — Брётен (Бретня) и Михалкен (Михалки).
- Дёргенхаузен (Немцы)
- Кнаппенроде (Горникецы)
- Цайсиг (Чиск)
- Шварцколльм (Чорны-Холмц)

## Население
Официальным языком в населённом пункте, помимо немецкого, является лужицкий.
Входит в состав культурно-территориальной автономии «Лужицкая поселенческая область», на территории которой действуют законодательные акты земель Саксонии и Бранденбурга, содействующие сохранению лужицких языков и культуры лужичан.
| 1825 | 1871 | 1885 | 1905 | 1925 | 1939 | 1946 | 1950 | 1964  | 1990  | 2000  | 2016  | 2019  |
| ---- | ---- | ---- | ---- | ---- | ---- | ---- | ---- | ----- | ----- | ----- | ----- | ----- |
| 1965 | 2486 | 2720 | 5136 | 7386 | 7232 | 7274 | 8527 | 39588 | 65442 | 51434 | 33552 | 32405 |

## Транспорт
6 октября 1989 года — открытие троллейбусной системы в Хойерсве́рде, на момент открытия работал один маршрут А.
До 1993 года планах было запустить 4 маршрута, но в связи со сменой политических взглядов в Германии ограничились одним. Также возникли споры о целесообразности установки опор контактной сети в историческом центре города. И в итоге строительство троллейбусных линий теперь должно было вестись исключительно за счёт города. Поэтому 26 апреля 1994 года власти приняли решение о закрытии системы.
30 декабря 1994 года — около 11 часов утра, последний троллейбус заехал в депо.
После закрытия системы все 13 троллейбусов модели Ikarus 280.93 были проданы в Россию и страны бывшего социалистического лагеря.
На автобусных маршрутах города в 1980-х годах работали автобусы Ikarus-280; известно как минимум об одном из них, проданном впоследствии в Россию и работавшем до 2018 года в Рязани.

## Фотографии
- Старая ратуша
- Замок
- Рыночная площадь
- Мемориал советским солдатам в Новом Городе (2007)